# Jakub Ťoupalík
Jakub Ťoupalík (Tábor, 17 luglio 2001) è un ciclista su strada e ciclocrossista ceco che corre per il team Elkov-Kasper.

## Biografia
È il fratello minore di Adam Ťoupalík, anch'egli ciclista.

## Palmarès

### Strada
- 2019 (Juniores)

Campionati cechi, Prova a cronometro Junior

#### Altri successi
- 2021 (Elkov-Kaspar)

Classifica giovani Wyścig Solidarności i Olimpijczyków
- 2022 (Elkov-Kaspar)

Carla kriterijní liga - Kyjov
- 2024 (Elkov-Kaspar)

Campionati mondiali universitari, Prova a cronometro

### Cross
- 2017-2018 (Juniores)

Grand Prix Raková, Junior (Raková)
Toi Toi Cup #4, Junior (Holé Vrchy)
- 2018-2019 (Juniores)

Toi Toi Cup #1, Junior (Uničov)
Grand Prix Raková, Junior (Raková)
Toi Toi Cup #3, Junior (Jičín)
Classifica generale Toi Toi Cup, Junior

## Piazzamenti

### Competizioni mondiali
- Campionati del mondo di ciclocross

Valkenburg 2018 - Junior: 30º
Bogense 2019 - Junior: 9º
- Campionati del mondo su strada

Yorkshire 2019 - In linea Junior: 59º
Fiandre 2021 - In linea Under-23: 62º
Wollongong 2022 - In linea Under-23: 26º
Glasgow 2023 - In linea Under-23: 34º

### Competizioni europee
- Campionati europei di ciclocross

Tábor 2017 - Junior: 18º
Rosmalen 2018 - Junior: 5º
- Campionati europei su strada

Zlín 2018 - In linea Junior: ritirato
Alkmaar 2019 - Cronometro Junior: 43º
Alkmaar 2019 - In linea Junior: 13º
Trento 2021 - In linea Under-23: 9º
Anadia 2022 - In linea Under-23: 19º
Drenthe 2023 - In linea Elite: 62º